# Leonor Guilhermina de Anhalt-Köthen
Leonor Guilhermina de Anhalt-Köthen (em alemão:  Eleonore Wilhelmine; Köthen, 7 de maio de 1696 – Weimar, 30 de agosto de 1726) foi uma princesa de Anhalt-Köthen por nascimento e princesa de Saxe-Merseburg e duquesa de Saxe-Weimar por casamento.

## Vida
Leonor Guilhermina era a filha mais velha do príncipe Emanuel Lebrecht de Anhalt-Köthen (1671–1704) e da sua esposa, a princesa Gisela Inês de Rath, condessa de Nienburg (1669–1740). Leonor Guilhermina casou-se pela primeira vez a 15 de Fevereiro de 1714, em Köthen com o príncipe Frederico Erdmann de Saxe-Merseburg (1691–1714). Na ocasião do seu casamento, ele recebeu o distrito de Dieskau como um apanágio. No entanto, catorze semanas depois de seu casamento, o príncipe morreu de repente.
A 24 de Janeiro de 1716 em Nienburg, Saxe-Anhalt, Leonor Guilhermina casou pela segunda vez, com o duque Ernest Augusto I de Saxe-Weimar e Saxe-Eisenach (1688–1748). O irmão de Leonor Guilhermina conheceu Johann Sebastian Bach, durante a festa de casamento, e, mais tarde, convidou-o para se tornar Kapellmeister na corte principesca de Köthen. Mais tarde, Leonor Guilhermina tornou-se madrinha do filho de Bach, Leopold Augustus.
O seu casamento com Ernesto Augusto foi descrito como tendo sido feliz. Durante os dez anos em que estiveram casados, tiveram sete filhos. Depois do nascimento do príncipe-herdeiro, foi introduzida a lei da primogenitura em ambos os ducados.
Leonor Guilhermina morreu a 30 de agosto de 1726.  Foi enterrada na cripta ducal no Cemitério Histórico de Weimar. O seu marido ficou muito afectado com a sua morte, tendo sido esse o motivo pelo qual decidiu deixar Weimar e começar a viajar.

## Descendência
Do seu segundo casamento com Ernesto Augusto I de Saxe-Weimar, Leonor Guilhermina teve os seguintes filhos:
1. Guilherme Ernesto de Saxe-Weimar (4 de julho de 1717 – 8 de junho de 1719), príncipe-herdeiro de Saxe-Weimar, morreu aos dois anos de idade.
2. Guilhermina Augusta de Saxe-Weimar (4 de julho de 1717 – 9 de dezembro de 1752), irmã gémea de Guilherme.
3. João Guilherme de Saxe-Weimar (10 de janeiro de 1719 – 6 de dezembro de 1732), príncipe-herdeiro de Saxe-Weimar.
4. Carlota de Saxe-Weimar (4 de dezembro de 1720 – 15 de outubro de 1724), morreu aos três anos de idade.
5. Joana de Saxe-Weimar (2 de dezembro de 1721 – 17 de junho de 1722), morreu aos seis meses de idade.
6. Ernestina Albertina de Saxe-Weimar (28 de dezembro de 1722 – 25 de novembro de 1769), casada com Filipe II, Conde de Schaumburg-Lippe; com descendência.
7. Bernardina Cristina de Saxe-Weimar (5 de maio de 1724 – 5 de junho de 1757), casada com João Frederico, Príncipe de Schwarzburg-Rudolstadt.
8. Emanuel de Saxe-Weimar (19 de dezembro de 1725 – 11 de junho de 1729), morreu aos três anos de idade.

## Genealogia
| Leonor Guilhermina de Anhalt-Köthen | Pai: Emanuel Lebrecht, Príncipe de Anhalt-Köthen | Avô paterno: Emanuel, Príncipe de Anhalt-Köthen | Bisavô paterno: Augusto, Príncipe de Anhalt-Plötzkau |
| Leonor Guilhermina de Anhalt-Köthen | Pai: Emanuel Lebrecht, Príncipe de Anhalt-Köthen | Avô paterno: Emanuel, Príncipe de Anhalt-Köthen | Bisavó paterna: Sibila de Solms-Laubach              |
| Leonor Guilhermina de Anhalt-Köthen | Pai: Emanuel Lebrecht, Príncipe de Anhalt-Köthen | Avó paterna: Ana Leonor de Stolberg-Wernigerode | Bisavô paterno: Henrique Ernesto, Conde de Stolberg  |
| Leonor Guilhermina de Anhalt-Köthen | Pai: Emanuel Lebrecht, Príncipe de Anhalt-Köthen | Avó paterna: Ana Leonor de Stolberg-Wernigerode | Bisavó paterna: Ana Isabel de Stolberg-Ortenberg     |
| Leonor Guilhermina de Anhalt-Köthen | Mãe: Gisela Inês de Rath                         | Avô materno: Baltasar Guilherme de Rath         | Bisavô materno: Wilhelm von Rath                     |
| Leonor Guilhermina de Anhalt-Köthen | Mãe: Gisela Inês de Rath                         | Avô materno: Baltasar Guilherme de Rath         | Bisavó materna: Dorothea von Hackeborn               |
| Leonor Guilhermina de Anhalt-Köthen | Mãe: Gisela Inês de Rath                         | Avó materna: Margarida Doroteia de Wuthenau     | Bisavô materno: Heinrich van Wuthenau                |
| Leonor Guilhermina de Anhalt-Köthen | Mãe: Gisela Inês de Rath                         | Avó materna: Margarida Doroteia de Wuthenau     | Bisavó materna: Sibylle van Wuthenau                 |